# Ely (Nevada)
Ely és una població dels Estats Units i seu del comtat de White Pine a l'estat de Nevada. Segons el cens del 2000 tenia 4.041 habitants.

## Demografia
Segons el cens del 2000, Ely tenia 4.041 habitants, 1.727 habitatges, i 1.065 famílies La densitat de població era de 218,84 habitants per km².
Dels 1.727 habitatges en un 28,6% hi vivien nens de menys de 18 anys, en un 46,4% hi vivien parelles casades, en un 10,2% dones solteres, i en un 38,3% no eren unitats familiars. En el 33,7% dels habitatges hi vivien persones soles el 13,1% de les quals corresponia a persones de 65 anys o més que vivien soles. El nombre mitjà de persones vivint en cada habitatge era de 2,30 i el nombre mitjà de persones que vivien en cada família era de 2,94.
Per edats la població es repartia de la següent manera: un 25,7% tenia menys de 18 anys, un 6,4% entre 18 i 24, un 23,7% entre 25 i 44, un 27,0% de 45 a 64 i un 17,2% 65 anys o més.
L'edat mediana era de 40,7 anys. Per cada 100 dones hi havia 98,28 homes. Per cada 100 dones de 18 o més anys hi havia 95,96 homes.
La renda mediana per habitatge era de 36.408 $ i la renda mediana per família de 42.168 $. Els homes tenien una renda mediana de 36.016 $ mentre que les dones 26.597 $. La renda per capita de la població era de 17.013 $. Aproximadament l'11,3% de les famílies i el 12,5% de la població estaven per davall del llindar de pobresa.

## Poblacions més properes
El següent diagrama mostra les poblacions més properes.